# Jane Swagerty
Jane Ellen Swagerty, później Hill (ur. 30 lipca 1951 w Oakdale) – amerykańska pływaczka, brązowa medalistka olimpijska z Meksyku.
Zawody w 1968 były jej jedynymi igrzyskami olimpijskimi. Zdobyła brąz na dystansie 100 m stylem grzbietowym. Wystąpiła również w eliminacjach sztafety 4 × 100 m stylem zmiennym (w finale zastąpiła ją Kaye Hall, a sztafeta amerykańska zdobyła złoty medal).